# Ossi (prezime)
Ossi je prezime, a podrijetlo mu je među Židovima koji su živili u Iraku, a kasnije su iselili Izrael zbog rastućeg protužidovskog raspoloženja za vrijeme Sadamovog režima.
Slični primjeri su i s prezimenima:
Somekh, Barazani i Barzely.